# سيمون وينغ
سيمون وينغ هو مصور وسياسي أمريكي، ولد في 1827، وتوفي في 1911.